# Hotărani (okręg Aluta)
Hotărani – wieś w Rumunii, w okręgu Aluta, w gminie Fărcașele. W 2011 roku liczyła 494 mieszkańców.